# Nový Zéland na Letních olympijských hrách 1936
Nový Zéland se účastnil Letní olympiády 1936 v německém Berlíně. Zastupovalo ho 7 sportovců (7 mužů) v 3 sportech.

## Medailisté
| Medaile | Jméno         | Sport    | Soutěž             |
| ------- | ------------- | -------- | ------------------ |
| Zlato   | Jack Lovelock | Atletika | Muži běh na 1500 m |